# Maya Mishalska
Miroslava Maya Mishalska Harasyowitz (Varsovia, 8 de diciembre de 1971) es una actriz y violinista polaca.

## Biografía
Con 6 años de edad empezó a estudiar violín en el Conservatorio, en su ciudad natal, Varsovia, Polonia. 
Poco tiempo después, al llegar a México, continuó los estudios musicales en la Universidad Veracruzana. Fue ahí donde por primera vez pudo participar en el teatro experimental, con la obra La casa de Bernarda Alba de Federico García Lorca, surgiendo así su pasión por la actuación.
Al terminar en el Conservatorio se inclinó por la actuación. Primero en San Francisco, California y posteriormente en México, D.F. en el Centro de Educación Artística de Televisa (CEA), donde muy pronto su talento fue reconocido por los productores.
Su primera gran oportunidad llegó con el personaje protagónico en la película Novia que te vea de Guita Shifter. Dicha interpretación le valió la nominación al Premio Ariel y la invitación a los grandes festivales fílmicos del mundo: Nueva York, La Habana, Chicago , Montreal, Cartagena de Indias, Berlín, Guadalajara, etc., recibiendo reconocimientos internacionales del público y la prensa.
Desde entonces ha destacado en montajes teatrales, producciones televisivas y películas, consagrándose como antagonista de telenovelas por villanas tan memorables como la francesa Marie de La Roquette en Amor real, Thelma en Huracán, Úrsula en Pasión, Piedad y Caridad en Mujer de madera, Blanca e Ivette en Cuidado con el angel: en estas dos últimas producciones interpretó dos personajes simultáneamente.
Por la puesta escénica Honor, de Joana Murray Smith, bajo la dirección de Raúl Zermeño, obtuvo la nominación a Revelación del Año 1999 de la Asociación de Críticos de Teatro.
El rango actoral de sus interpretaciones le ha valido importantes premios, nominaciones y menciones nacionales e internacionales a lo largo de su trayectoria.
También ha destacado como conductora en el concierto de Andrea Bocelli en San Juan de Ulúa, Veracruz y la XXXVIII Entrega del Ariel, entre otros.
Maya habla castellano, polaco, inglés, francés y en menor medida ruso, idiomas con los que ha trabajado.
En el 2012, a petición del maestro Ignacio López Tarso, retoma el violín incluyéndolo en su trabajo escénico para el espectáculo teatral Sueño de una noche con Sabines, dirección de Tina French, en el Festival Internacional de Teatro. En dicho montaje interpretó a los 5 personajes femeninos y además tocó el solo de Sheherezade de Rimski-Kórsakov junto al actor.
Hay dos pasiones en la vida y la carrera de Maya: el Arte y la Naturaleza.
Comprometida con la naturaleza y el medio ambiente, activa en su protección y conservación, ha difundido y participado en diversos programas ambientales a título personal, dentro de Fundación Televisa y también con la Comisión Nacional de Áreas Naturales Protegidas.
Hacía finales del 2012 es invitada a formar parte del Consejo Asesor de la Reserva de la Biósfera Calakmul, del cual es miembro activo. Como tal, le toca presenciar la misión UNESCO. Promueve los valores de la Reserva y su Nominación para ser inscrita como Patrimonio Mixto de la Humanidad por la UNESCO.
En 2013 lleva este proyecto ante Fundación Televisa donde recibe todo el apoyo. Televisa a través de Fundación, en su plataforma de Noticieros, el programa Hoy, en sus portales y en cápsulas promocionales con diez temas diferentes, implementa la campaña conducida por la misma Maya Mishalska, difundiendo la importancia, la trascendencia, la belleza de Calakmul ante México y el mundo, así como su Nominación para recibir la Declaratoria de Patrimonio Mixto de la Humanidad por la UNESCO, culminando el 11 de mayo de 2014 con el programa especial: "Calakmul, un tesoro para México, un legado para el mundo".
A finales de 2016 se une al elenco principal de la telenovela Mi adorable maldición en donde interpreta el personaje de "Elsa Solana" una mujer bondadosa pero con carácter fuerte que ha pasado por muchas desgracias.

## Trayectoria

### Telenovelas
- Golpe de suerte (2023-2024) - Constanza Ramos[8]
- Mi adorable maldición (2017) - Elsa Solana Vda. de Villaviciencio[9]
- A que no me dejas[10] (2015-2016) - Maite Alvarado[11]
- Yo no creo en los hombres (2014-2015) - Vera Duval
- Corazón Indomable (2013) - Carmela[12][13]
- Cachito de cielo (2012) - Lucifer "Lucy"
- Dos hogares (2011-2012) - Pamela Ramos
- Cuidado con el ángel (2008-2009) - Blanca Silva Castro / Ivette Dorleaque
- Pasión (2007) - Úrsula Mancera y Ruiz Mendoza
- Mujer de madera (2004-2005) - Piedad Villalpando / Caridad Villalpando
- Amor real (2003) - Marianne Bernier de la Roquette / Marie de la Roquette Fuentes-Guerra[14]
- María Belén (2001)  - Úrsula Arana
- Tres mujeres (1999-2000) - Paulina
- Amor gitano (1999) - Condesa Astrid de Marnier Vda. de Minelli
- Huracán (1997-1998) - Thelma Villarreal de Vargaslugo
- La sombra del otro (1996) - Bernardina del Castillo de Madrigal
- El abuelo y yo (1992) - Leticia
- Destino (1990) - Odette Villatoro
- Simplemente María  (1989) - Ofelia

### Programas
- Silvia Pinal, frente a ti (2019) - Jeanne Ruccar-Buñuel
- La escuelita VIP (2004) - Invitada
- Mujer, casos de la vida real (1996-2003) - Varios
- Al derecho y al derbez (1994)
- Papá soltero (1994) - Elisa

### Cine
- Cuatro kilos de recuerdo (2008) - Cocinera
- Cilantro y perejil  (1998) - Vicky
- Un baúl lleno de miedo (1997) - Emilia
- Novia que te vea (1994) - Rebeca "Rifke" Groman
- La reina de la noche (1994) - Mujer
- Al beso final (1992)
- El jugador (1991) - Chica francesa

### Teatro
- Tic Tac Boom (2014)[15]
- Sueño De Una Noche Con Sabines (2012)
- Honor
- La casa de Bernarda Alba
- El retablo jovial
- Las tres hermanas
- Blithe Spirit
- Bodas de sangre
- La dama del alba
- Un hogar sólido
- Pedro y el lobo
- Aladino, el musical

## Premios y nominaciones

### Premios TVyNovelas
| Año  | Categoría               | Telenovela      | Resultado |
| ---- | ----------------------- | --------------- | --------- |
| 2005 | Mejor actriz antagónica | Mujer de madera | Nominada  |

### Premios Ariel
| Año  | Categoría    | Película         | Resultado |
| ---- | ------------ | ---------------- | --------- |
| 1994 | Mejor actriz | Novia que te vea | Nominada  |

### Diosa de Plata
| Año  | Categoría               | Telenovela | Resultado |
| ---- | ----------------------- | ---------- | --------- |
| 1998 | Mejor actriz de reparto | Huracán    | Ganadora  |

### Premio de la Asociación de Críticos de Teatro
| Año  | Categoría          | Obra de teatro   | Resultado |
| ---- | ------------------ | ---------------- | --------- |
| 1999 | Revelación del año | La dama del alba | Ganadora  |

### Sol de Oro
| Año  | Categoría                       | Resultado |
| ---- | ------------------------------- | --------- |
| 2008 | Brillante trayectoria artística | Ganadora  |

### Laurel de oro
| Año  | Categoría                   | Resultado |
| ---- | --------------------------- | --------- |
| 2005 | A la calidad México, España | Ganadora  |

### Gráfica de Oro
| Año  | Categoría                     | Telenovela | Resultado |
| ---- | ----------------------------- | ---------- | --------- |
| 2008 | Mejor actuación de telenovela | Pasión     | Ganadora  |

### Otros reconocimientos
- Premio a la Excelencia de la Cámara Nacional de la Mujer 2014
- Mención Especial de la Chicago Press 1995
- Sol de Oro del Círculo Nacional de Periodistas 2003